# 西乌珠尔苏木
西乌珠尔苏木，是中华人民共和国内蒙古自治区呼伦贝尔市陈巴尔虎旗下辖的一个乡镇级行政单位。

## 行政区划
西乌珠尔苏木下辖以下地区：
西格登嘎查、萨如拉塔拉嘎查和乌珠尔嘎查。